# Вилхелм II фон Лимбург-Бройч
Вилхелм II фон Лимбург-Бройч (на немски: Wilhelm II von Limburg-Broich; * ок. 1425; † септември 1473 при замък Томбург при Бон) от род Изенберг (странична линия на графовете от Берг-Алтена) е граф на Лимбург (1459 – 1473) и господар на Бройч (1446 – 1473) в Мюлхайм.
Той е син на Дитрих III (V) фон Лимбург-Бройч и Фитингхоф (1387 – 1444) и съпругата му Хенрика фон Виш († сл. 1459), дъщеря на Хайнрих II фон Виш († 1387/1391) († 1387/1391) и Катарина фон Бронкхорст († сл. 1420).
Брат е на Хайнрих († 1486), Дитрих († 1478), Йохан († 1465, пропст на Верден). Сестрите му са Лукард († 1469/1472), омъжена 1444 г. за Кракт Щеке († 1465), Агнес († ок. 1493), омъжена 1448 г. за граф Вилхелм I фон Лимбург-Щирум († 1459), и на Катарина († 1472).
Вилхелм II умира през септември 1473 г. от епидемия при обсадата на замък Томбург и е погребан на 14 септември в Миноритската църква в Дуисбург.

## Фамилия
Вилхелм II се жени на 2 август 1463 г. за графиня Юта фон Рункел († сл. 1471), дъщеря на Дитрих IV фон Рункел († 1462) и графиня Анастасия фон Изенбург-Браунсберг-Вид († 1460). Те имат децата:
- Йохан фон Лимбург-Бройч (* пр. 1478; † 26 юли 1511), женен на 20 юни 1492 г. за графиня Елизабет фон Нойенар († 1505), дъщеря на граф Фридрих фон Нойенар-Алпен († 1468)
- Мария фон Лимбург (* ок. 1465; † 7 юни 1525), омъжена на 8 февруари 1482 г. в Кьолн за граф Себастиан I фон Сайн (1464 – 1498)
- Ирмгард фон Лимбург (* ок. 1487; † 1492), омъжена 1487 г. за Йохан фон Лое († 26 юли 1492)